# Ophiothrix plana
Ophiothrix plana is een slangster uit de familie Ophiotrichidae.
De wetenschappelijke naam van de soort werd in 1874 gepubliceerd door Theodore Lyman.